# Hultaje
Hultaje (ang. Wild Boys) – australijski serial telewizyjny wyprodukowany dla Seven Network. Premierę miał 4 września 2011 roku. Po pierwszym sezonie liczącym 13 odcinków zakończono emisję serialu. W Polsce serial miał premierę w styczniu 2016 roku na kanale FilmBox Action.

## Fabuła
Akcja serialu rozgrywa się w Australii w latach 60. XIX wieku w miasteczku Hopetoun i przedstawia przygody gangu żyjącego z rabunku, do którego należy czterech mężczyzn - Jack Keenan (Daniel MacPherson), Dan Sinclair (Michael Dorman), Conrad Fischer (Alexander England) i Kapitan Gunpowder (David Field).  

## Obsada
- Daniel MacPherson jako Jack Keenan
- Zoe Ventoura jako Mary Barrett
- Michael Dorman jako Dan Sinclair
- David Field jako Kapitan Gunpowder
- Nathaniel Dean jako Mick Scanlon
- Alex England jako Conrad Fischer
- Anna Hutchison jako Emelia Fife
- Christopher Stollery jako James Fife
- Jeremy Sims jako Francis Fuller
- Krew Boylan jako Ruby Rutherford
- Mathew Burn jako Bill the Barman
- Jeremy Lindsay Taylor jako Brady
- Caroline Brazier jako Catherine
- Kai Lewins jako Tom Barrett
- Jamie Timony jako Clarke Thompson
- Matthew Burn jako Bill the Barman

## Nagrody i nominacje
- 2012: TV Week Logie Awards: Nominacja - Najpopularniejszy aktor, Daniel MacPherson[2]